# Rasbora trilineata
Rasbora trilineata (Steindachner, 1870), conosciuta comunemente come rasbora dalla coda a forbice, è un pesce osseo d'acqua dolce appartenente alla famiglia Cyprinidae.

## Distribuzione e habitat
Endemica dell'Asia sudorientale (bacini del Mekong e del Chao Phraya, Penisola malese, isole di Sumatra e Borneo). Vive in laghi, stagni e corsi d'acqua a corrente debole o assente, preferibilmente in aree di foresta pluviale. È stata introdotta in Colombia e nelle Filippine.

## Descrizione
La livrea è caratterizzata da una sottile fascia scura lungo i fianchi, una linea nera lungo il profilo dorsale e due linee scure lungo ogni lato della base della pinna anale che si incontrano e uniscono sul bordo inferiore del peduncolo caudale. Due macchie scure sono presenti sui lobi della pinna caudale. La pinna caudale non ha macchie rosse.
Misura fino a 13 cm.

## Comportamento
Frequenta gli strati superficiali dell'acqua.

## Alimentazione
L'alimentazione è basata su insetti volatori caduti in acqua. La dieta è integrata con vermi e crostacei.

## Acquariofilia
È un popolare pesce d'acquario.

## Conservazione
Si tratta di una specie ad ampio areale, con popolazioni numericamente stabili, per cui la IUCN non la considera minacciata. Possibili cause future di impatto sulla specie potrebbero essere l'inquinamento idrico e alla perdita dell'habitat.